# Eder Luciano
Pour les articles homonymes, voir Luciano.
Eder Luciano est un bodyboardeur brésilien originaire de Itapema. Il participe à l'IBA World Tour 2011.